# Attentato al bus di Kfar Darom
L'attacco al bus di Kfar Darom fu un attacco suicida del 1995 contro un bus israeliano che trasportava civili e soldati a Kfar Darom, un insediamento israeliano nella Striscia di Gaza. L'attacco uccise sette soldati israeliani e la civile statunitense 20enne Alisa Flatow. La fazione Shaqaqi della Jihad islamica palestinese rivendicò l'attentato. Un giudice distrettuale federale degli Stati Uniti stabilì che il governo iraniano aveva fornito aiuto finanziario al gruppo che effettuò l'attacco e che era quindi responsabile dell'omicidio del cittadino statunitense. La corte ordinò al governo iraniano di pagare alla famiglia della vittima un risarcimento di 247,5 milioni di dollari.

## L'attacco
La mattina del 9 aprile 1995, Khaled Mohammed Khatib, un operaio edile del campo profughi di Nuseirat, aspettò sull'autostrada principale che va da Ascalona agli insediamenti nella Striscia di Gaza. Alle 11:45 speronò l'autobus 36 dell'Egged che trasportava più di 60 soldati israeliani e passeggeri civili verso l'insediamento ebraico di Kfar Darom. Nel momento in cui speronò l'autobus, azionò un interruttore a grilletto nel piantone dello sterzo, facendo esplodere una bomba nella sua auto. Sette soldati israeliani e un civile americano furono uccisi e 52 passeggeri rimasero feriti.

## Attacco successivo
Due ore dopo, Imad Abu Amouna usò un'autobomba suicida contro un convoglio di auto scortato dalla polizia israeliana diretto verso l'insediamento di Netzarim. Imad Abu Amouna era un militante della Jihad islamica palestinese che si era stancato di aspettare la sua "operazione di martirio" e si era offerto volontario con Hamas. Nessuno fu ucciso, ma trenta soldati rimasero feriti. La bomba usata da Amouna era stata progettata da Yahya Ayyash.